# Angelo Spina
Angelo Spina (* 13. listopadu 1954 Colle d'Anchise) je italský římskokatolický duchovní a arcibiskup Ancony-Osima.

## Život
Narodil se 13. listopadu 1954 v Colle d'Anchise.
Po střední vstoupil do kněžského semináře v Beneventu. Teologické vzdělání získal na Papežské teologické fakultě Jižní Itálie v Neapoli. Dne 5. ledna 1980 byl arcibiskupem Pietrem Santorem vysvěcen na kněze a inkardinován do arcidiecéze Boiano-Campobasso. Stal se farářem v Campochiaro a San Polo Matese. Během tohoto období vyučoval náboženství na vědeckém lyceu v Bojano.
Od roku 1985 byl zodpovědný za formaci učitelů náboženství. Roku 1996 byl jmenován biskupským vikářem pro Svatý rok 2000 a pastoraci. Dále působil jako farář konkatedrály svatého Bartoloměje v Bojanu a jako prezident asociace Amici del Consultorio "La Famiglia". Od roku 2003 se stal biskupským vikářem pro misie a následující rok pro svatyni Maria Santissima Addolorata v Castelpetroso.
Dne 3. dubna 2007 jej papež Benedikt XVI. jmenoval biskupem Sulmony-Valvy. Biskupské svěcení přijal 9. června z rukou arcibiskupa Armanda Dini a spolusvětiteli byli arcibiskup Antonio Nuzzi a biskup Giuseppe Di Falco. Tento úřad zastával do 14. července 2017, kdy byl papežem Františkem ustanoven metropolitním arcibiskupem Ancony-Osima. Pallium obdržel 29. června 2018.